# Pierre-Alexandre Fradet
 (septembre 2023).
La mise en forme du texte ne suit pas les recommandations de Wikipédia : il faut le « wikifier ».
Les points d'amélioration suivants sont les cas les plus fréquents. Le détail des points à revoir est peut-être précisé sur la page de discussion.
- Les titres sont pré-formatés par le logiciel. Ils ne sont ni en capitales, ni en gras.
- Le texte ne doit pas être écrit en capitales (les noms de famille non plus), ni en gras, ni en italique, ni en « petit »…
- Le gras n'est utilisé que pour surligner le titre de l'article dans l'introduction, une seule fois.
- L'italique est rarement utilisé : mots en langue étrangère, titres d'œuvres, noms de bateaux, etc.
- Les citations ne sont pas en italique mais en corps de texte normal. Elles sont entourées par des guillemets français : « et ».
- Les listes à puces sont à éviter, des paragraphes rédigés étant largement préférés. Les tableaux sont à réserver à la présentation de données structurées (résultats, etc.).
- Les appels de note de bas de page (petits chiffres en exposant, introduits par l'outil «  Source ») sont à placer entre la fin de phrase et le point final[comme ça].
- Les liens internes (vers d'autres articles de Wikipédia) sont à choisir avec parcimonie. Créez des liens vers des articles approfondissant le sujet. Les termes génériques sans rapport avec le sujet sont à éviter, ainsi que les répétitions de liens vers un même terme.
- Les liens externes sont à placer uniquement dans une section « Liens externes », à la fin de l'article. Ces liens sont à choisir avec parcimonie suivant les règles définies. Si un lien sert de source à l'article, son insertion dans le texte est à faire par les notes de bas de page.
- La présentation des références doit suivre les conventions bibliographiques. Il est recommandé d'utiliser les modèles {{Ouvrage}}, {{Chapitre}}, {{Article}}, {{Lien web}} et/ou {{Bibliographie}}. Le mode d'édition visuel peut mettre en forme automatiquement les références.
- Insérer une infobox (cadre d'informations à droite) n'est pas obligatoire pour parachever la mise en page.

Pour une aide détaillée, merci de consulter Aide:Wikification.
Si vous pensez que ces points ont été résolus, vous pouvez retirer ce bandeau et améliorer la mise en forme d'un autre article.
 (septembre 2023).
Pour les articles homonymes, voir Fradet.
Pierre-Alexandre Fradet est un philosophe québécois né à Drummondville le 17 mai 1987. Il enseigne la philosophie au Cégep de Saint-Laurent,,.

## Biographie
Formé dans sa jeunesse au Cégep de Drummondville, il obtiendra plus tard un doctorat en philosophie en cotutelle à l'École Normale Supérieure de Lyon et à l'Université Laval,, sous la direction conjointe de Pierre-François Moreau et de Thomas De Koninck. Il complétera par la suite, supervisé cette fois par Jean Grondin, un postdoctorat sur la philosophie au Québec à l'Université de Montréal.
Il est critique de cinéma pour la revue Séquences (revue) et il dirige la collection "Territoires philosophiques" aux Éditions Nota bene.
En plus de porter sur la philosophie québécoise,,, ses travaux s'attardent à la philosophie du cinéma,,,, et à la philosophie française contemporaine. Fradet a par ailleurs mené des recherches sur le réalisme spéculatif, codirigeant notamment, de concert avec le philosophe Tristan Garcia, un dossier de la revue Spirale (magazine).

## Vie privée
Il est le conjoint de l'écrivaine Julie Demers, avec qui il a deux enfants.

## Livres
- Photographies anciennes : une pétition contre la mort ?, Santa Fe/New Mexico : CSF Publishing, 2012, format numérique.  (ISBN 979-10-90285-04-0)
- Anonymous Photographs of the Past : A Petition Against Death ?, trad. de T. R. Widom, Santa Fe/New Mexico : CSF Publishing, 2012, format numérique.  (ISBN 978-1-937487-51-5)
- Derrida-Bergson. Sur l’immédiateté, Paris : Hermann (éditions), collection Hermann Philosophie, 2014, 234 p.  (ISBN 978-2705688318)
- Une vie sans bon sens. Regard philosophique sur Pierre Perrault, avec Olivier Ducharme, préface de Jean-Daniel Lafond, Montréal : Éditions Nota bene, collection Philosophie continentale, 2016, 209 p.  (ISBN 9782895185215)
- Philosopher à travers le cinéma québécois. Xavier Dolan, Denis Côté, Stéphane Lafleur et autres cinéastes, Paris : Hermann éditions, 2018, 270 p.  (ISBN 9782705697822)
- Le désir du réel dans la philosophie québécoise, Montréal : Nota bene, collection Territoires philosophiques, 2022, 246 p.  (ISBN 978-2-89518-796-7)

## Préfaces et postfaces
- Postface au livre L'étrangeté du texte de Claude Lévesque, Montréal : réédition aux Presses de l'Université de Montréal, 2021, incluant une préface de Georges Leroux, p. 291-301.
- Préface au livre Cinquante années de photographie de Jean Lauzon, Longueuil : Presses Philosophiques, 2021, p. 8-9.

## Comme directeur de travaux collectifs
- Avec Tristan Garcia, "Réalisme spéculatif", Spirale, no. 255, hiver 2016[lire en ligne]

- Avec Sylvano Santini, "Cinéma et philosophie", Nouvelles Vues, no. 17, hiver-printemps 2016[lire en ligne]

## Distinctions
- Prix annuel du meilleur livre de Symposium, Société canadienne de philosophie continentale, 2023[20]
- Diplôme honorifique du Cégep de Drummondville, 2023[21]
- Grand prix (dans la catégorie "journalisme culturel") de l'Association des journalistes indépendants du Québec, 2018[22],[7]